# Кошаркашка репрезентација Јапана
Кошаркашка репрезентација Јапана представља Јапан на међународним кошаркашким такмичењима.

## Учешћа на међународним такмичењима

### Олимпијске игре(6)
| Година | Позиција              | Ут.                   | Поб.                  | Пор.                  |
| ------ | --------------------- | --------------------- | --------------------- | --------------------- |
| 1936.  | 9.                    | ?                     | ?                     | ?                     |
| 1948.  | Није учествовала      | Није учествовала      | Није учествовала      | Није учествовала      |
| 1952.  | Није учествовала      | Није учествовала      | Није учествовала      | Није учествовала      |
| 1956.  | 10.                   | 7                     | 3                     | 4                     |
| 1960.  | 15.                   | 8                     | 1                     | 7                     |
| 1964.  | 10.                   | 9                     | 4                     | 5                     |
| 1968.  | Није учествовала      | Није учествовала      | Није учествовала      | Није учествовала      |
| 1972.  | 14.                   | 9                     | 2                     | 7                     |
| 1976.  | 11.                   | 7                     | 1                     | 6                     |
| 1980.  | Није се квалификовала | Није се квалификовала | Није се квалификовала | Није се квалификовала |
| 1984.  | Није се квалификовала | Није се квалификовала | Није се квалификовала | Није се квалификовала |
| 1988.  | Није се квалификовала | Није се квалификовала | Није се квалификовала | Није се квалификовала |
| 1992.  | Није се квалификовала | Није се квалификовала | Није се квалификовала | Није се квалификовала |
| 1996.  | Није се квалификовала | Није се квалификовала | Није се квалификовала | Није се квалификовала |
| 2000.  | Није се квалификовала | Није се квалификовала | Није се квалификовала | Није се квалификовала |
| 2004.  | Није се квалификовала | Није се квалификовала | Није се квалификовала | Није се квалификовала |
| 2008.  | Није се квалификовала | Није се квалификовала | Није се квалификовала | Није се квалификовала |
| 2012.  | Није се квалификовала | Није се квалификовала | Није се квалификовала | Није се квалификовала |
| 2016.  | Није се квалификовала | Није се квалификовала | Није се квалификовала | Није се квалификовала |
| Укупно | -                     | 40                    | 11                    | 29                    |

### Светска првенства
| Година | Позиција              | Ут.                   | Поб.                  | Пор.                  |
| ------ | --------------------- | --------------------- | --------------------- | --------------------- |
| 1963.  | 13.                   | 8                     | 1                     | 7                     |
| 1967.  | 11.                   | 8                     | 2                     | 6                     |
| 1970.  | Није се квалификовала | Није се квалификовала | Није се квалификовала | Није се квалификовала |
| 1974.  | Није се квалификовала | Није се квалификовала | Није се квалификовала | Није се квалификовала |
| 1978.  | Није се квалификовала | Није се квалификовала | Није се квалификовала | Није се квалификовала |
| 1982.  | Није се квалификовала | Није се квалификовала | Није се квалификовала | Није се квалификовала |
| 1986.  | Није се квалификовала | Није се квалификовала | Није се квалификовала | Није се квалификовала |
| 1990.  | Није се квалификовала | Није се квалификовала | Није се квалификовала | Није се квалификовала |
| 1994.  | Није се квалификовала | Није се квалификовала | Није се квалификовала | Није се квалификовала |
| 1998.  | 14.                   | 5                     | 1                     | 4                     |
| 2002.  | Није се квалификовала | Није се квалификовала | Није се квалификовала | Није се квалификовала |
| 2006.  | 20.                   | 5                     | 1                     | 4                     |
| 2010.  | Није се квалификовала | Није се квалификовала | Није се квалификовала | Није се квалификовала |
| 2014.  | Није се квалификовала | Није се квалификовала | Није се квалификовала | Није се квалификовала |
| 2019.  | -                     | -                     | -                     | -                     |
| 2023.  | 19. место             | 5                     | 2                     | 3                     |
| Укупно | -                     | 31                    | 7                     | 24                    |

### Азијска првенства(27)
| Година | Позиција         | Ут.              | Поб.             | Пор.             |
| ------ | ---------------- | ---------------- | ---------------- | ---------------- |
| 1960.  |                  | 9                | 5                | 4                |
| 1963.  | Није учествовала | Није учествовала | Није учествовала | Није учествовала |
| 1965.  |                  | 9                | 8                | 1                |
| 1967.  |                  | 9                | 7                | 2                |
| 1969.  |                  | 8                | 7                | 1                |
| 1971.  |                  | 8                | 8                | 0                |
| 1973.  | 4.               | 10               | 6                | 4                |
| 1975.  |                  | 8                | 7                | 1                |
| 1977.  |                  | 9                | 7                | 2                |
| 1979.  |                  | 8                | 7                | 1                |
| 1981.  |                  | 7                | 5                | 2                |
| 1983.  |                  | 7                | 5                | 2                |
| 1986.  | 5.               | 6                | 5                | 1                |
| 1987.  |                  | 8                | 6                | 2                |
| 1989.  | 4.               | 7                | 4                | 3                |
| 1991.  |                  | 8                | 5                | 3                |
| 1993.  | 7.               | 6                | 3                | 3                |
| 1995.  |                  | 9                | 7                | 2                |
| 1997.  |                  | 7                | 4                | 3                |
| 1999.  | 5.               | 7                | 5                | 2                |
| 2001.  | 6.               | 6                | 2                | 4                |
| 2003.  | 6.               | 7                | 3                | 4                |
| 2005.  | 5.               | 8                | 5                | 3                |
| 2007.  | 8.               | 8                | 4                | 4                |
| 2009.  | 10.              | 8                | 3                | 5                |
| 2011.  | 7.               | 9                | 5                | 4                |
| 2013.  | 9.               | 7                | 3                | 4                |
| 2015.  | 4.               | 9                | 5                | 4                |
| 2017.  | 9.               | 4                | 2                | 2                |
| Укупно | 2 x 5 x 7 x      | 216              | 143              | 73               |